# Бар (отмель)
Бар (от фр. barre «мель») — песчаная подводная отмель в устье реки, образовавшаяся в результате осаждения речных и морских наносов. Бар отгораживает устье реки от моря.
Речной устьевой бар располагается в устье реки — месте впадения реки в море.
Морской стыковой бар располагается в месте стыка речного и морского течений.

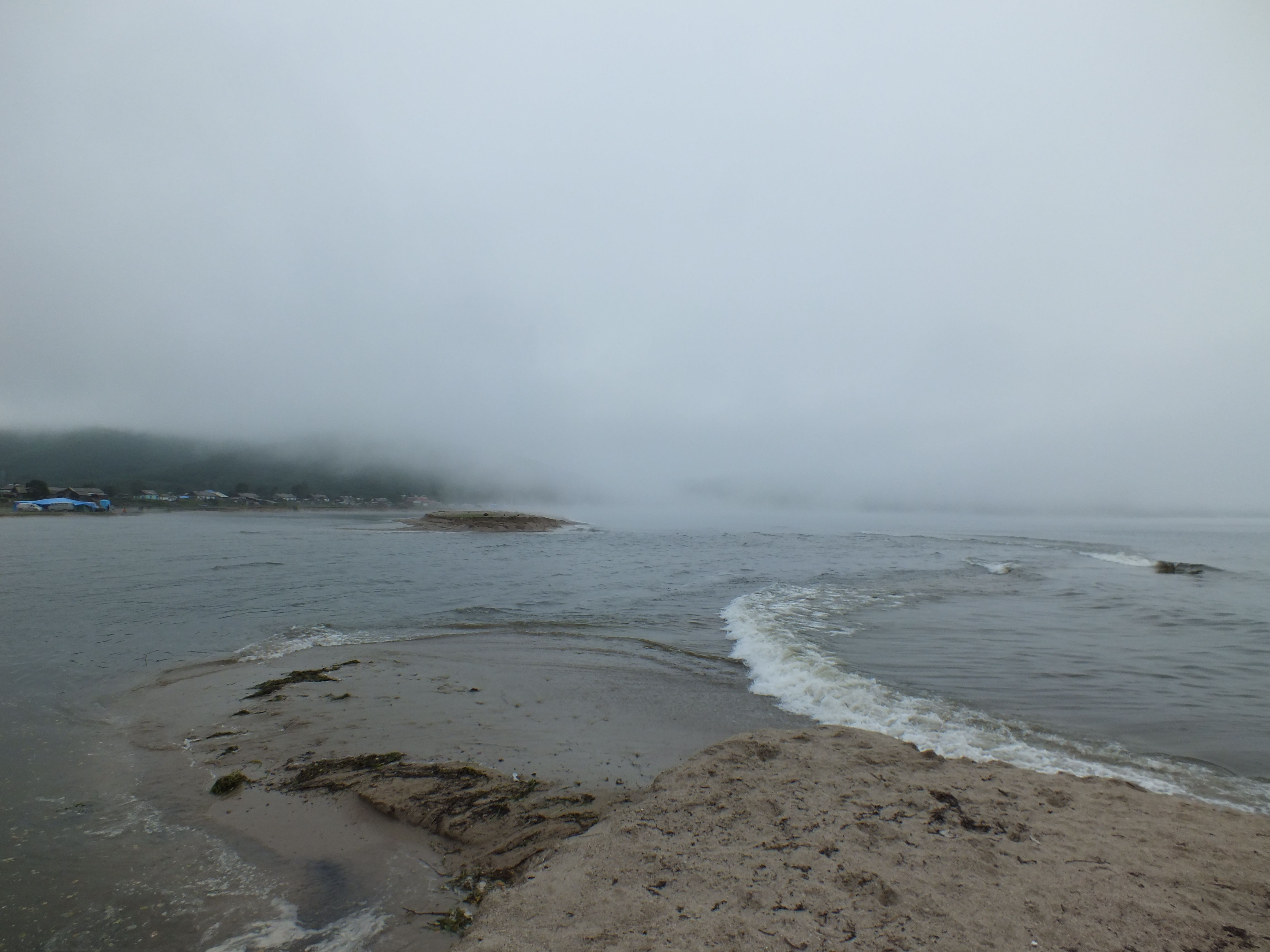
Речное течение встречается с морскими волнами, подводная отмель определяется по белым гребням на вершинах волн.
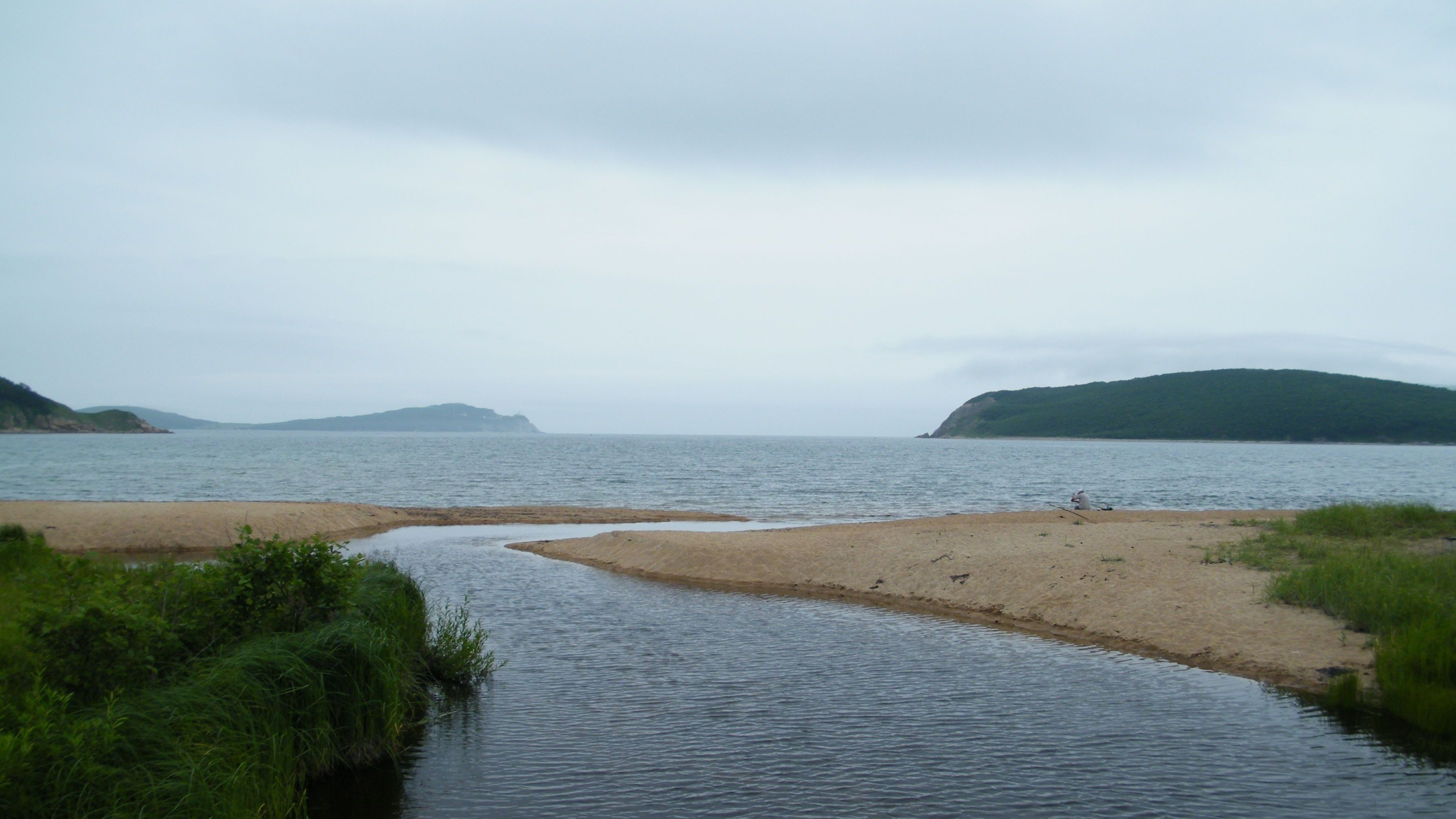
Прибой намывает в устье ручья песчаную отмель, отгораживая его устье от моря.
Из-за сильного прибоя речное русло вблизи устья ориентировано параллельно береговой линии.